# Municipio de Dolson
El municipio de Dolson (en inglés: Dolson Township) es un municipio ubicado en el condado de Clark en el estado estadounidense de Illinois. En el año 2010 tenía una población de 353 habitantes y una densidad poblacional de 3,81 personas por km².

## Geografía
El municipio de Dolson se encuentra ubicado en las coordenadas 39°25′59″N 87°50′30″O / 39.43306, -87.84167. Según la Oficina del Censo de los Estados Unidos, el municipio tiene una superficie total de 92.54 km², de la cual 89,3 km² corresponden a tierra firme y (3,5 %) 3,24 km² es agua.

## Demografía
Según el censo de 2010, había 353 personas residiendo en el municipio de Dolson. La densidad de población era de 3,81 hab./km². De los 353 habitantes, el municipio de Dolson estaba compuesto por el 99,15 % blancos, el 0,57 % eran afroamericanos, el 0,28 % eran asiáticos. Del total de la población el 0,28 % eran hispanos o latinos de cualquier raza.